# 藤居讓太郎
藤居 讓太郎（ふじい じょうたろう、1948年11月23日 - ）は日本のコンサルタント、実業家。日本サブウェイ創業者。日本フードサービス学会監事。

## 経歴
- 1948年 - 滋賀県に出生
- 1972年 - 明治大学商学部卒業、サントリー入社
- 1981年 - コーネル大学ホテル経営大学院修士課程修了（MPS）
- 1990年 - ファーストキッチン社長就任
- 1991年 - 日本サブウェイ創業、社長就任[1]
- 1997年 - サントリー退職、藤居事務所設立
- 2003年 - 社団法人日本ボート協会理事就任
- 2005年 - 外食業界分析レポート「外食.COM」創刊
- 2009年 - 外食業界向け教育プログラム「MTP」開始
- 2012年 - 日本生産性本部シンガポール政府コンサルタント養成講座講師就任、ペッパーフードサービス監査役就任
- 2013年 - シンガポール革新生産庁政策諮問委員就任
- 現　在 - フードビジネスコンサルティング、大学・セミナー講師、コーネルホテルソサエティジャパン・セカンドバイスプレジデント[2]等

## 著書
- 『フードビジネス業における情報化戦略とテクノロジー』（中央経済社・共著）
- 『顧客の声を活かすフードサービス情報戦略』（中央経済社・共著）